# Désiré François Laugée
Désiré François Laugée, född den 25 januari 1823, död den 24 januari 1896, var en fransk målare, far till Georges Laugée.
Laugée studerade i Paris under Picot, målade romantiska ämnen, övergick sedan till genremåleriet samt skildrade böndernas och de lägre klassernas liv: Skördemannens frukost (1857), Nejlikplockning i Picardie (1861), Ljuset åt madonnan, i Luxembourgmuseet, där man även sett Målaren Le Sueur hos kartusianerna (1855). Laugée utförde kyrkliga väggmålningar samt plafonder i börsen i Paris och i justitiepalatset i Rouen.
- Wikimedia Commons har media som rör Désiré François Laugée.